# Hanns Lippmann
Hanns Lippmann, eigentlich Hans Lippmann (* 25. Januar 1890 in Labischin, Kreis Schubin, Deutsches Kaiserreich; † 4. Dezember 1929 in Berlin) war ein deutscher Filmproduzent und Produktionsleiter der Stummfilmzeit.

## Leben
Lippmann wurde als Sohn des Labischiner Kaufmanns Abraham Lippmann und seiner aus Lyck stammenden Frau Fanny Lewinsohn geboren. Die Familie zog nach Charlottenburg, wo der Vater 1915 und die Mutter 1928 verstarben.
Über das Leben Hanns Lippmanns ist nur sehr wenig bekannt. Bekannt aber ist, dass er im Mai 1914 bei der Bioscop einstieg und nach dem Ausscheiden des damaligen Leiters Zeiske die Firma übernahm und die Geschäfte alleine weiterführte.
Im April 1917 gründete er mit Victor Altmann die kurzlebige Umbina Film Compagnie GmbH (1917–1918) und im September die Film-Atelier-Verwertungs-GmbH. Zweck der letztgenannten Firma war laut Handelsregistereintrag "die gemeinsame Verwertung von Filmateliers in Berlin und Umgegend zum Zwecke der Ersparnis an Feuerungsmaterial, Licht, Transportmitteln und Arbeitskräften".
Am 30. Dezember 1918 gründete Lippmann die Gloria Film GmbH (1918–1928). Im Januar 1921 wurde er zudem Geschäftsführer der Henny-Porten-Film GmbH. Jahrelang war er einer der bekanntesten Filmproduzenten und starb im Alter von nur 39 Jahren.
Er war auch Initiator für den Bau des bekannten Berliner Kinos Gloria-Palast.

## Filmografie
- 1914: Der Golem
- 1915: Der Silbertunnel
- 1916: Das Wunder der Madonna
- 1916: Homunculus
- 1916: Das Haus der Leidenschaften
- 1916: BZ-Maxe & Co.
- 1917: Das Gespenst der Vergangenheit
- 1917: Tragödie der Eifersucht
- 1917: Ahasver (3 Teile)
- 1917: Wenn Tote sprechen
- 1917: Der Golem und die Tänzerin
- 1917: Der Weg des Todes
- 1918: Die Geächteten
- 1918: Das Spitzentuch der Fürstin Wolkowska
- 1918: Die Memoiren der Tragödin Thamar
- 1918: Das große Opfer
- 1919: Prinz Kuckuck
- 1920: Whitechapel. Eine Kette von Perlen und Abenteuern
- 1920: Der weiße Pfau
- 1920: Herztrumpf
- 1920: Der Mord ohne Täter
- 1921: Hintertreppe
- 1921: Die Jagd nach Wahrheit
- 1921: Die Geier-Wally
- 1921: Nachtbesuch in der Northernbank
- 1921: Mann über Bord
- 1921: Die Verschwörung zu Genua
- 1921: Kinder der Finsternis, 1. Teil: Der Mann aus Neapel
- 1922: Kinder der Finsternis, 2. Teil: Kämpfende Welten
- 1922: Frauenopfer
- 1922: Der falsche Dimitry
- 1923: Die grüne Manuela
- 1923: Inge Larsen
- 1924: Das schöne Abenteuer
- 1924: Mensch gegen Mensch
- 1925: Liebesgeschichten
- 1925: Soll man heiraten?
- 1926: Der Mann aus dem Jenseits
- 1927: Wenn der junge Wein blüht